# Dasypogon caffer
Dasypogon caffer là một loài ruồi trong họ Asilidae. Dasypogon caffer được Wiedemann miêu tả năm 1828. Loài này phân bố ở vùng nhiệt đới châu Phi.